# سيميبالاتينسك
سيميبالاتينسك (بالروسية Семипалатинск) و (بالإنكليزية Semipalatinsk) أو سيمي (بالروسية Семей) و (بالإنكليزية Semey), وهي مدينة في كازاخستان تقع على بعد 150 كيلومترا من الموقع الرئيسي للتجارب النووية السوفياتية في أوبليس بافلودار. قام الاتحاد السوفياتي بتفجير أربعمئة و ست و خمسين 456 سلاحا نوويا بين عامي 1947 و 1989 في ذلك الموقع. وهي تعتبر من رموز حقبة الحرب الباردة بين الاتحاد السوفياتي والغرب.
تم إغلاقه في 29 آب العام 1991 بعد استقلال كازاخستان بفترة وجيزة حيث أعلن الرئيس نور سلطان نزارباييف إغلاق الموقع.
كان موقع التجارب النووية في سيميبالاتينسك الوسيلة الرئيسية لتجربة الأسلحة النووية في الاتحاد السوفييتي، وهو يقع في سهب آسيا في شمال شرق كازاخستان (التي كانت تُعرف حينها بالجمهورية الكازاخية السوفييتية الاشتراكية) جنوب وادي نهر إيرتيش. أما المنشآت العلمية الخاصة بموقع التجارب، فكانت تقع على بعد 150 كيلومترًا (93 ميلًا) غرب مدينة سيميبالاتينسك (التي تُعرف حاليًا بسيماي) بالقرب من الحدود الفاصلة بين أوبليس كازاخستان الشرقية وأوبليس بافلودار، بينما وقعت معظم التجارب في أماكن متفرقة في أقاصي الجنوب والغرب وصولًا إلى أوبليس كراغندي.
أجرى الاتحاد السوفييتي 456 تجربة نووية في موقع سيميبالاتينسك في الفترة منذ عام 1949 وحتى عام 1989 بلا أي اعتبار يُذكر لتأثيرها في السكان المحليين أو البيئة. تستٌرت السلطات السوفييتية على حقيقة تأثير الإشعاع النووي لعدة أعوام، ولم تتضح الحقائق إلا بعد إغلاق الموقع في عام 1991.
في الفترة منذ عام 1996 وحتى عام 2012، نظّم علماء الطاقة النووية في كل من كازاخستان وروسيا والولايات المتحدة عمليةً سرية مشتركة لدفن مخلفات البلوتونيوم الناتجة عن التجارب في أنفاق الجبال.
أصبح هذا الموقع عقب إغلاقه أهم مواقع التجارب النووية الخاضعة للدراسة في العالم، وهو الموقع الوحيد في العالم الذي افتُتح للجمهور.

## التاريخ
وقع اختيار لافرينتي بيريا (الزعيم السياسي لمشروع القنبلة الذرية السوفييتي) على هذا الموقع في عام 1947، وادعى كذبًا أن منطقة سهب آسيا الشاسعة التي تشغل مساحة 18,000 كيلومتر مربع غير مأهولة بالسكان. كُلف معتقلو معسكرات غولاغ للعمل الإلزامي ببناء مرافق التجارب المبدئية بما يشمل مجمع المختبرات في الركن الشرقي الشمالي الذي يقع على الضفة الجنوبية من نهر إيرتيش. وقعت أول تجربة قنبلة نووية سوفييتية (تُعرف بالصاعقة الأولى، ويطلق عليها الأمريكيون اسم جو ون) في عام 1949 من أعلى برج في موقع سيميبالاتينسك للتجارب النووية، ما أدى إلى سقوط التهاطل النووي على القرى المجاورة التي تكاسل بيريا عن إخلائها. وقعت أكثر من 100 تجربة لاحقة للأسلحة النووية فوق سطح الأرض في نفس المنطقة (التي تُعرف بالحقل التجريبي، وهي تبعد 64 كيلومترًا (40 ميلًا) غرب مدينة خرشاتوف).
نُقلت التجارب اللاحقة إلى مجمع نهر شاغان بالقرب من منطقة بالإبان الواقعة شرق موقع سيميبالاتينسك (بما يشمل موقع تجربة شاغان التي أدت إلى تكوين بحيرة شاغان). فور حظر التجارب الجوية، نُقلت التجارب إلى عدة مواقع تحت الأرض في شاغان، مورجيك غربًا، وإلى مجمع جبل ديغيلين جنوبًا. والموقع الأخير مليء بالآبار والأنفاق المهيئة لكل من التجارب فوق الحرجة وتحت الحرجة. بعد إغلاق معسكر سيميبالاتينسك للعمل الإلزامي، استُؤنفت مهام البناء من قبل كتيبة الهندسة والتعدين رقم 217 (التي شيّدت لاحقًا ميناء بايكونور الفضائي). فُجرت 456 قنبلة نووية في موقع سيميبالاتينسك بداية من عام 1949 وحتى حظر التجارب النووية في عام 1989، وتشمل تلك التجارب 340 ضربة نووية تحت الأرض (داخل الآبار والأنفاق)، و116 ضربة جوية (إما عن طريق الإنزال الجوي أو عبر رميها من أعلى الأبراج). أُعيدت تسمية مجمع المختبرات، الذي كان لا يزال حينها المركز الإداري والعلمي لموقع سيميبالاتينسك، إلى مدينة خرشاتوف تيمنًا بإيغور خرشاتوف، قائد أول برنامج نووي سوفييتي. يُشار إلى موقع مدينة خرشاتوف في عدة خرائط باسم «كونيتشنا» (اسم محطة القطار التي تُعرف حاليًا بديغيلين) أو «مولداري» (اسم القرية التي صارت جزءًا من المدينة لاحقًا).
كان موقع سيميبالاتينسك يمثل أهمية كبيرة للحكومات الأجنبية خلال فترة تشغيله، لا سيما خلال مرحلة تفجير القنابل أعلى سطح الأرض في الحقل التجريبي. حلقت عدة طائرات أمريكية من طراز لوكهيد يو 2 فوق هذا الموقع كي تتفقد تجهيزاته وآثار القنابل. واستُبدلت تلك الطائرات لاحقًا بأقمار التجسس الصناعية الأمريكية. يُقال إن وكالة الاستخبارات الدفاعية في الولايات المتحدة كانت تعتقد أن السوفييت قد شيدوا سلاح شعاع جسيمات ضخم في محطة أبحاث صغيرة واقعة داخل موقع التجارب. حظيت محطة الأبحاث الصغيرة تلك باهتمام شديد من جانب المراقبين الأمريكيين، وكانت تُعرف في وزارة الدفاع الأمريكية باسم «بنوتس» (اختصار لـ موقع محتمل للتجارب النووية تحت الأرض)، وفي وكالة الاستخبارات المركزية باسم «يو آر دي إف 3» (اختصار لـ مرفق أبحاث وتطوير مجهول الهوية رقم 3). بعد سقوط الاتحاد السوفييتي في عام 1991، اكتشفت الولايات المتحدة أن تلك المنشأة الغامضة كانت مُكلفة بتطوير محرك صاروخ نووي حراري يشبه المحرك النووي للمركبات الصاروخية الخاص بالولايات المتحدة.

## إغلاق موقع التجارب النووية
أُغلق الموقع بصفة رسمية من قبل رئيس جمهورية كازاخستان السوفييتية الاشتراكية نور سلطان نزارباييف في 29 أغسطس عام 1991.
تم الإعلان عن معلومات حول موقع سيميبالاتينسك لأول مرة خلال فترة الشفافية ("غلاسنوست"). قبل ذلك، لم يكن حتى للأمين الأول للجنة الحزب الشيوعي الكازاخستاني الحق في زيارة الموقع أو التدخل في شؤونه. ووفقًا لذكريات أول رئيس لكازاخستان، نور سلطان نزارباييف (الذي كان حينها رئيس مجلس وزراء الجمهورية الكازاخستانية السوفيتية)، وصل أمر من موسكو بعد عدة أشهر من حادثة تشيرنوبيل لتوسيع منطقة موقع سيميبالاتينسك على حساب منطقة تالدِي-كورغان. رفض نزارباييف توقيع الوثيقة، واستدعى رئيس اللجنة التنفيذية لمنطقة تالدِي-كورغان، سايلبك شاومخانوف، إلى ألماآتا، وطلب منه نشر شائعات حول التوسع المخطط له للموقع وتنظيم مظاهرة احتجاجية بمشاركة جماهيرية "تم جمعها بشكل مفاجئ".
كان للسكرتير الأول للجنة الحزب الشيوعي في سيميبالاتينسك، كيشر بوزتايف، دور كبير في الأمر، حيث أرسل برقية باسم قيادة الجمهورية إلى اللجنة المركزية للحزب الشيوعي السوفيتي موجّهة إلى ميخائيل غورباتشوف في 20 فبراير 1989، طالبًا فيها "التوجيه للوزارات والهيئات المعنية بتعليق أو تقليص عدد وقوة الانفجارات، وفي المستقبل، نقل التجارب النووية إلى موقع آخر أكثر ملاءمة".
في الوقت ذاته، أبلغت وكالة الاستخبارات (كي جي بي) في كازاخستان موسكو بأن مشاعر الاحتجاج تتصاعد، وأن هناك احتمالًا لتكرار أحداث ديسمبر 1986 في ألماآتا، ولكن على مستوى الجمهورية بأكملها. ونتيجة لذلك، تم اتخاذ قرار بالتخلي عن خطط توسيع الموقع.
في 30 مايو 1989، ألقى نور سلطان نزارباييف كلمة في الجلسة العامة للمجلس الأعلى للاتحاد السوفيتي، حيث قال:
"أود أن أتحدث بشكل خاص عن موقع سيميبالاتينسك للتجارب النووية، الذي بدأ عملياته في عام 1949 وبدأ بتفجيرات في الغلاف الجوي. تضاعف عدد السكان حول الموقع أربع مرات منذ ذلك الحين. لكن الجيش يحاول إقناعنا بأن هذه التجارب قد تكون مفيدة لصحة الناس! نحن نفهم أن هذا يعتبر ضرورة للدولة اليوم، لكن من الضروري إجراء تحليل عميق لتأثير التفجيرات النووية على البيئة وإبلاغ الناس بذلك."
في عام 1989، أسس الناشط الاجتماعي الكازاخستاني الشهير أولجاس سليمانوف حركة "نيڤادا - سيميبالاتينسك"، التي جمعت ضحايا التجارب النووية من جميع أنحاء العالم. واكتسبت الحركة زخمًا خاصًا من خلال المظاهرة الجماهيرية التي نظمتها في وسط منطقة أباي، في قرية كاراول.
آخر تفجير في موقع سيميبالاتينسك تم في 19 أكتوبر 1989. وكان من أولى قرارات نور سلطان نزارباييف، بصفته رئيس جمهورية كازاخستان السوفيتية، إغلاق موقع سيميبالاتينسك ورفض امتلاك رابع أكبر ترسانة نووية في العالم. في 29 أغسطس 1991، أغلقت حكومة الجمهورية الموقع رسميًا. في ذلك اليوم، أعلن نزارباييف عن جلسة خاصة للبرلمان لمناقشة إغلاق الموقع دون موافقة القيادة السوفيتية. بدأت المناقشات صباحًا واستمرت حتى المساء. في نهاية الجلسة، طلب بعض النواب ومسؤولو منطقة سيميبالاتينسك السماح بتنفيذ بعض التفجيرات الإضافية للحصول على تعويضات مادية وُعدت بها موسكو بشكل غير رسمي. وفي كلمته الختامية، أكد نزارباييف تحمله المسؤولية، واستخدم سلطاته لتوقيع مرسوم إغلاق الموقع مباشرة خلال الجلسة.